# Fredonia (ort i Colombia, Antioquia, lat 5,93, long -75,67)
Fredonia är en ort i Colombia.   Den ligger i departementet Antioquía, i den centrala delen av landet, 230 km nordväst om huvudstaden Bogotá. Fredonia ligger 1 797 meter över havet och antalet invånare är 8 950.
Terrängen runt Fredonia är bergig åt nordväst, men åt sydost är den kuperad. Runt Fredonia är det ganska tätbefolkat, med 129 invånare per kvadratkilometer. Närmaste större samhälle är Caldas, 18,7 km norr om Fredonia. I omgivningarna runt Fredonia växer i huvudsak städsegrön lövskog.